# Latirhinus
Latirhinus („široký nos“) byl rod velkého hadrosauridního dinosaura, který žil asi před 72 miliony let (v období pozdní svrchní křídy) na území dnešního jihu Severní Ameriky (Mexiko). Byl poměrně velkým býložravým dinosaurem, který se dokázal pohybovat stejně dobře po dvou jako po všech čtyřech končetinách. Zkameněliny tohoto dinosaura byly objeveny v sedimentech souvrství Cerro del Pueblo.

## Historie a popis
Zkameněliny tohoto hadrosaurida (nekompletní kostra) byly formálně popsány v roce 2012. V současnosti je znám jediný druh, L. uitstlani. Druhové jméno pochází z místního indiánského nářečí a znamená "jižní" (odkaz ke geografické poloze nálezu). Mezi blízké příbuzné tohoto rodu zřejmě patřil rod Kritosaurus, který mu byl podobný také vysokými nosními kostmi, vytvářejícími nad nozdrami jakýsi vyvýšený val.
Tento hadrosaurid podle odhadů dosahoval délky kolem 9 metrů a hmotnosti asi 3,5 tuny.